# Угон граждан СССР на работу в Германию

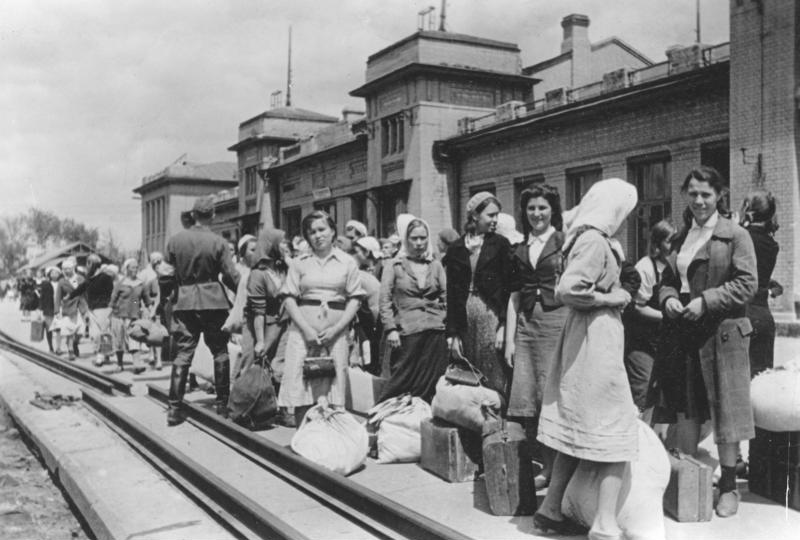
Отправка украинских девушек (Артёмовск, УССР) на принудительную работу в Германию, май 1942 года

Угон граждан СССР на работу в Германию — насильственная отправка граждан СССР (в основном с территории Украины и Белоруссии) на принудительные работы в Германию, а также в присоединённые к Третьему Рейху Австрию, Францию (Эльзас, Лотарингию) и Чехию (Протекторат Богемия и Моравия). Осуществлялась немецкими оккупационными властями в период с 1942 по 1944 годы. В ноябре 1941 года, после осознания немецким высшим руководством провала блицкрига, с его стороны было дано указание по использованию «русской рабочей силы» на территории Германии. В январе 1942 года была поставлена задача: вывезти из оккупированных районов на принудительные работы в Германию 15 млн рабочих из СССР.

## Цель действий
Сначала немцы не собирались в большом количестве привлекать рабочую силу с оккупированных советских территорий, опасаясь, что присутствие граждан СССР в Третьем рейхе может иметь некоторое разлагающее идеологическое воздействие на его жителей. Массовая отправка людей в Германию началась весной 1942 года, когда после провала блицкрига 1941 года там возник ощутимый дефицит рабочих рук.
Сами немцы угон советского населения называли вербовкой, и до апреля 1942 года на работу в Германию действительно отправляли в основном добровольцев. Оккупационные власти развернули широкую агитационную кампанию, обещая людям счастливую жизнь в Третьем рейхе, достойную оплату и приличные условия труда. Некоторые поверили этим посылам и сами пришли на пункты вербовки, спасаясь от разрухи, голода и безработицы. Но таких было немного, в итоге подавляющее большинство остарбайтеров отправляли в Германию в принудительном порядке.
Задействовав армию и местную полицию, немцы устраивали облавы и угоняли в Германию сотни тысяч советских людей. По немецким сведениям, в феврале 1942 года еженедельно отправлялось в Германию 8 — 10 тысяч «гражданских русских». В целом, на принудительные работы с оккупированных территорий СССР было вывезено около 5 млн человек, из них с территории УССР 2,4 млн человек, с территории БССР 400 тыс. человек.
Немцы называли их «остарбайтерами» (восточными рабочими), подавляющим большинством из общего числа вывезенных на принудительные работы были подростки.

## Противодействие немцам
Огромную роль в спасении советских людей от угона в Германию сыграли партизаны. Под их защитой в лесах находились десятки и сотни тысяч советских граждан в так называемых лесных лагерях. Партизаны Ленинградской области сорвали отправку в Германию свыше 400 тысяч человек. На территории Минской области партизанами за 2 года было спасено 567 тысяч мирных жителей. Часть населения с оккупированных территорий была переправлена через линию фронта в советский тыл, только с территории Белоруссии было возвращено более 40 тысяч мирных граждан. УПА в основном не препятствовала угону жителей Украины в Германию, стараясь сохранять нейтралитет с немцами. После вступления советских войск на территорию Германии началось освобождение и возвращение советских граждан в СССР.
По некоторым данным считается, что из общего числа советских граждан, оказавшихся за пределами СССР в количестве 6 млн 800 тыс. человек (включая военнопленных), после окончания войны было репатриировано обратно в СССР 4 млн 500 тыс. человек. Не возвратились по разным причинам и стали эмигрантами 0,5 млн человек. Остальные 1,8 млн человек, возможно, погибли или умерли в плену. По данным Министерства обороны РФ, на принудительных работах в Германии, вероятно, погибли 2 164 313 советских граждан.

## Репрессии после войны
Очень много остарбайтеров оказалось в западной части Германии, где была сосредоточена основная промышленность Третьего рейха, поэтому их освобождали англичане и американцы. Многие из угнанных немцами советских граждан, не без оснований опасаясь репрессий, предпочли остаться на Западе (в разных исследованиях число «невозвращенцев» варьируется от 285 тысяч до 451 тысячи человек). При этом Ялтинскими соглашениями предусматривалось, что все граждане СССР, оказавшиеся за его пределами во время войны, подлежали обязательной репатриации, независимо от их желания.
В октябре 1944 года было создано Управление уполномоченного Совета народных комиссаров СССР по делам репатриации граждан СССР из Германии и оккупированных ею стран, которое занималось возвращением на родину миллионов советских граждан, вывезенных во время немецкой оккупации на принудительные работы в Третий рейх. Всем репатриантам пришлось пройти через советские фильтрационные лагеря, где их допрашивали сотрудники НКВД и СМЕРШ. Тех, кто обвинялся в сотрудничестве с гитлеровцами, отправляли в ГУЛАГ (в основном это касалось мужчин). Мужчин призывного возраста отправляли в действующую армию или, например, восстанавливать шахты в разрушенном Донбассе. Многих молодых девушек после фильтрации отправили в подсобные хозяйства воинских частей Красной армии. Остальные отправлялись домой. Долгое время «репатрианты» были одной из ущемлённых категорий граждан, к которым советское государство относилось с подозрением. Им трудно было поступить на работу или в учебные заведения. «Репатриантам» не платили никаких компенсаций за бесплатный труд и моральный ущерб в годы войны из-за того, что Советский Союз в 1953 году отказался от репарационных претензий к ГДР.